# Mitt julalbum
Mitt julalbum är ett julalbum av Henrik Åberg, utgivet 12 november 2014.

## Låtlista
1. Jag kommer hem igen till julen
2. Blue Christmas
3. On a Snowy Christmas Night
4. Christmas is Here
5. När ljusen ska tändas därhemma (When It's Lamp Lighting Time in the Valley)
6. White Christmas
7. Winter Wonderland
8. Silent Night (Stille Nacht, heilige Nacht)
9. When the Snow is on the Roses
10. Here Comes Canta Claus (Right Down Santa Claus Lane)
11. In My Fathers House (med Ray Walker från The Jordanaires)
12. O helga natt (Cantique de Noël)

## Listplaceringar
| Lista (2014) | Topplacering |
| ------------ | ------------ |
| Sverige      | 21           |

### Fotnoter
1. ↑  ”Mitt julalbum”. Ginza musik. 14 mars 2014. http://www.ginza.se/product/aberg-henrik/mitt-julalbum-2014/40674/. Läst 6 december 2014.
2. ↑  ”Mitt julalbum”. Swedishcharts. 14 mars 2014. http://www.swedishcharts.com/showitem.asp?interpret=Henrik+%C5berg&titel=Mitt+julalbum&cat=a. Läst 19 december 2014.